# 基心叶冷水花
基心叶冷水花（学名：Pilea basicordata）为荨麻科冷水花属下的一个种。

## 扩展阅读
維基物種上的相關：基心叶冷水花